# پرچم ویکتوریا

پرچم ویکتوریا.

پرچم ویکتوریا پرچمی است که ایالت ویکتوریا در استرالیا آن را به‌کار می‌گیرد و از پرچم بریتانیا و تاج سنت ادوارد بر فراز ستارگان چلیپایی جنوبی آمیخته‌است. طرح نخستین آن به ۱۸۷۷ باز می‌گردد.

## پرچم‌های پیشین
نخستین پرچم ویکتوریا در سال ۱۸۷۱ به‌کار گرفته شد.